# Game of Thrones (videogioco 2012)
Game of Thrones è un videogioco di ruolo sviluppato da Cyanide Studio; è ispirato alla saga letteraria Cronache del ghiaccio e del fuoco di George R. R. Martin. Il gioco è disponibile da maggio 2012 in Nord America e da giugno dello stesso anno in Europa sulle piattaforme Microsoft Windows, PlayStation 3 e Xbox 360.

## Trama
La trama ruota attorno a due personaggi principali, Mors Westford e Alester Sarwyck, rispettivamente un Guardiano della notte e un Prete rosso di R'hllor, uniti da una passata esperienza comune e che si ritroveranno a risolvere questioni lasciate in sospeso.

## Sviluppo
La realizzazione del videogioco è avvenuta in collaborazione con HBO, casa produttrice della serie televisiva Il Trono di Spade (Game of Thrones in lingua originale); nel videogioco compaiono personaggi presenti nella serie, con voci e sembianze degli attori. Anche il logo è il medesimo.
Il 22 dicembre 2011 sono usciti due trailer del gioco.

## Cast
Lo scrittore George R. R. Martin ha un cameo, visibile anche nel trailer.

## Accoglienza
La rivista Play Generation diede alla versione per PlayStation 3 un punteggio di 71/100, apprezzando la trama piacevole, i nuovi personaggi interessanti e la discreta ambientazione di gioco e come contro le meccaniche dei combattimenti rivedibili e la realizzazione tecnica non all'altezza della licenza, finendo per trovarlo un gioco con una trama di buon livello accompagnata da una struttura di gioco e da una realizzazione tecnica non priva di lacune, consigliandolo agli appassionati della saga.